# اس‌تی راچ (کشتی)
اس‌تی راچ (کشتی) (به انگلیسی: St. Roch (ship)) یک کشتی است که طول آن ۱۰۴ فوت ۳ اینچ (۳۱٫۷۸ متر) می‌باشد. این کشتی در سال ۱۹۲۸ ساخته شد.